# Omnium (Zwitserland)
Het Omnium van Zwitserland wordt internationaal het Swiss Omnium genoemd, en is het jaarlijkse golfkampioenschap voor golfprofessionals en amateurs in Zwitserland, te vergelijken met het Nationaal Open in Nederland en het Omnium van België. Voor de heren vond de eerste editie plaats in 1966, voor de dames een jaar later. Beide toernooien spelen zich af op dezelfde datum en baan.

## Winnaars
| Jaar | Baan                  | Winnaar                                          | Beste amateur           | Winnares                                             | Beste amateur            |
| ---- | --------------------- | ------------------------------------------------ | ----------------------- | ---------------------------------------------------- | ------------------------ |
| 2014 | Schoenenberg          | Claudio Blaesi                                   | Neal Woernhard T3       |                                                      |                          |
| 2013 | Domaine Imperial      | Benjamin Rusch (Am) -21 Fredrik Svanberg -8      | Benjamin Rusch          |                                                      |                          |
| 2012 | Zumikon               | Roger Furrer                                     | Arthur Gabella-Wenne    |                                                      |                          |
| 2011 | Golf Club de Genève   | Michael Tannhäuser (AM), -7 Paolo Quirici -4, T5 | Michael Tannhäuser      | Anais Maggetti (AM), -6 Florence Lüscher +3          | Anais Maggetti           |
| 2010 | Golf Club Montreux    | Ken Benz (AM) Jean-Luc Burnier -6, 3de           | Ken Benz (-12)          | Florence Lüscher +1                                  | Fanny Vuignier +6, 2de   |
| 2009 | Blumisberg            | Ken Benz (AM) -11 Jean-Yan Dusson -5, T2         | Ken Benz -11            | Sheila Gut-Lee (AM) Lavinia Floris, +29, 23ste       | Sheila Gut-Lee +3        |
| 2008 | Golf Club de Lausanne | Ken Benz (AM) -2 James Johnson par, 2de          | Ken Benz                | Caroline Rominger (AM) +2 Frédérique Seeholzer +9, 2 | Caroline Rominger        |
| 2007 | Losone                | André Bossert -7                                 | Marc Dobias -5, T2      | Caroline Rominger                                    | Caroline Rominger        |
| 2006 | Wylihof               | Steven Rojas (AM)                                | Steven Rojas            | Caroline Rominger (AM)                               | Caroline Rominger        |
| 2005 | Wylihof               | Marcus Knight -10                                | Damian Ulrich +1, 6de   | Florence Lüscher -5                                  | Sheila Lee +5, 3de       |
| 2004 | Bazel                 | Marc Chatelain po -6                             | Martin Rominger -6, 2de | F. In-Albon (AM) +4 Florence Lüscher +18, 3de        | F. In-Albon              |
| 2003 | Rheinblick            | Ronnie Zimmermann                                | Jean-Luc Burnier        | Florence Lüscher                                     | Sheila Lee               |
| 2002 | Golf Club de Genève   | Steve Rey                                        | D. Rey                  | Régine Lautens                                       | Natalia Tannò            |
| 2001 | Ascona                | Raphaël de Sousa (AM)                            | Raphaël de Sousa        | Nora Angehrn                                         | Nora Angehrn             |
| 2000 | Wylihof               | D. Bieri                                         | M. Frank                | Noulifar Azam                                        | Noulifar Azam            |
| 1999 | Schönenberg           | M. Frank (AM)                                    | M. Frank                | Noulifar Azam (1982) [dode link]                     | Noulifar Azam            |
| 1998 | geannuleerd           | geannuleerd                                      | geannuleerd             | geannuleerd                                          | geannuleerd              |
| 1997 | Blumisberg            | Karim Baradie                                    | J. Lee                  | S. Storjohann (AM)                                   | S. Storjohann            |
| 1996 | Golf Club de Genève   | Christophe Bovet                                 | J. Lee                  | Marie-Christine de Werra (AM)                        | Marie-Christine de Werra |
| 1995 | Bazel                 | L. Freeman                                       | A. Krapl                | L. Schaufelberger (AM)                               | L. Schaufelberger        |
| 1994 | Ascona                | H. Sprecher (AM)                                 | H. Sprecher             | Sophie Ducrey (AM)                                   | Sophie Ducrey            |
| 1993 | Luzern Golf Club      | L. Freeman                                       | S. Gort                 | Sophie Ducrey (AM)                                   | Sophie Ducrey            |
| 1992 | Blumisberg            | M. Frank (AM)                                    | M. Frank                | Sophie Ducrey (AM)                                   | Sophie Ducrey            |
| 1991 | Domaine Impérial      | André Bossert                                    | P. Jaquet               | Sophie Ducrey (AM)                                   | Sophie Ducrey            |
| 1990 | Golf Club de Lausanne | Steve Rey                                        | A. Plunkett             | Sophie Ducrey (AM)                                   | Sophie Ducrey            |
| 1989 | Zumikon               | André Bossert                                    | T. Gottstein            | Sophie Ducrey (AM)                                   | Sophie Ducrey            |
| 1988 | Bazel                 | M. Garcia                                        | M. Frank                | Evelyn Orley                                         | Jackie Orley             |
| 1987 | Ascona                | Paolo Quirici                                    | Paolo Quirici           | Jackie Orley (AM)                                    | Jackie Orley             |
| 1986 | Lausanne              | T. Huyton                                        | P.A. Rey                | Régine Lautens (AM)                                  | Régine Lautens           |
| 1985 | Genève                | L. Bernardini                                    | M. Frank                | P. Ullmann (AM)                                      | P. Ullmann               |
| 1984 | Blumisberg            | E. Vonlanthen (AM)                               | E. Vonlanthen           | Jackie Orley (AM)                                    | Jackie Orley             |
| 1983 | Zumikon               | Patrick Bagnoud                                  | Michael Buchter         | C. Parvex (AM)                                       | C. Parvex                |
| 1982 | Bazel                 | C Francis (AM)                                   | C. Rampone              | Régine Lautens (AM)                                  | Régine Lautens           |
| 1981 | Golf Club de Lausanne | M. Gallardo                                      | Johnny Storjohann       | Régine Lautens (AM)                                  | Régine Lautens           |
| 1980 | Schönenberg           | L. Bernardini                                    | T. Hentz                | Marie-Christine de Werra (AM)                        | Marie-Christine de Werra |
| 1979 | Golf Club de Genève   | Franco Salmina                                   | Y. Hofstetter           | Marie-Christine de Werra                             | Marie-Christine de Werra |
| 1978 | Bazel                 | M. Frank (AM)                                    | M. Frank                | A. Hadorn (AM)                                       | A. Hadorn                |
| 1977 | Golf Club Montreux    | M. Frank (AM)                                    | M. Frank                | Carole Charbonnier (AM)                              | Carole Charbonnier       |
| 1976 | Breitenloo Golf Club  | Michel Rey (AM)                                  | Michel Rey              | Carole Charbonnier (AM)                              | Carole Charbonnier       |
| 1975 | Golf Club de Lausanne | M. Gallardo                                      | Johnny Storjohann       | Carole Charbonnier (AM)                              | Carole Charbonnier       |
| 1974 | Schönenberg           | Michel Rey (AM)                                  | Michel Rey              | Marie-Christine de Werra                             | Marie-Christine de Werra |
| 1973 | Blumisberg            | Fausto Schiroli                                  | Y. Hofstetter           | A. Beck                                              | A. Beck                  |
| 1972 | niet gespeeld         |                                                  |                         |                                                      |                          |
| 1971 | Ascona                | P. Müller (AM)                                   | P. Müller               | L. Zeerleder (AM)                                    | L. Zeerleder             |
| 1970 | Zumikon               | P. Müller (AM)                                   | P. Müller               | H. von Tobel (AM)                                    | H. von Tobel             |
| 1969 | Lausanne              | Antonio Gallardo                                 | T. Matti                | P. Sauter (AM)                                       | P. Sauter                |
| 1968 | Golf Club de Genève   | H.J. Hörenz                                      | Michel Rey              | A. Berglund (AM)                                     | A. Berglund              |
| 1967 | Zumikon               | R. Lanz                                          | O. Dillier              | M. Bürki (AM)                                        | M. Bürki                 |
| 1966 | Blumisberg            | Jacky Bonvin                                     | Michel Rey              | n.v.t.                                               | n.v.t.                   |

Bij de dames deden meestal 24 speelsters mee, de laatste jaren waren daarbij maar 2 of 3 professionals. Sinds 2012 wordt het damestoernooi niet meer gespeeld.

## Opmerkingen
- In 2008 verdient Ken Benz met deze overwinning 30 punten voor de World Amateur Golf Ranking. Eind 2008 staat hij op de wereldlijst op de 744ste plaats.[1]
- Florence Lüscher wint de damesprijs, haar laagste ronde is 68 (-5).
- In 2003 werd het toernooi op Rheinblick gespeeld, deze baan ligt net buiten Zwitserland, in Duitsland.
- N. Azam, winnares van 1999 en 2000, wordt in 2000 tweede op het British Girls Open Championship op Rosemount baan van de Blairgowrie Golf Club  (1889) in Schotland.
- E. Orley en J. Orley zijn zusters, M. Rominger en C. Rominger zijn broer en zuster.